# Језержани-Маршовице
Језержани-Маршовице (чеш. Jezeřany-Maršovice) је насељено мјесто са административним статусом сеоске општине (чеш. obec) у округу Знојмо, у Јужноморавском крају, Чешка Република.

## Становништво
Према подацима о броју становника из 2014. године насеље је имало 758 становника.